# Габонско-мексиканские отношения
Габонско-мексиканские отношения — двусторонние дипломатические отношения между Габоном и Мексикой. Государства являются полноправными членами Организации Объединённых Наций (ООН).

## История
Торговля африканскими рабами на американском континенте была связана с периодом завоевания Мексики и колониализмом между 1519 и 1810 годами. Гаспар Янга был родом из Габона, его поймали и продали в рабство, а затем доставили в Мексику. Он был известен как лидер поселения рабов в высокогорье штата Веракрус в начальный период испанского колониального правления. Гаспар Янга известен успешным сопротивлением испанскому нападению на поселение в 1609 году, а мароны продолжали свои набеги на испанские поселения. Наконец, в 1618 году Гаспар Янга заключил соглашение с колониальным правительством о самоуправлении маронского поселения.
Габон и Мексика установили дипломатические отношения в марте 1976 года, которые развивались в основном в рамках многосторонних форумов. В марте 2002 года президент Габона Омар Бонго посетил Монтеррей для участия в Международной конференции по финансированию развития вместе с президентом Мексики Висенте Фоксом.
В сентябре 2010 года председатель Национального собрания Габона Гай Нзуба-Ндама присутствовал на праздновании двухсотлетия независимости Мексики. В ноябре 2010 года правительство Габона направило делегацию из двадцати человек для участия в Конференции Организации Объединённых Наций по изменению климата в Канкуне. В 2011 году правительство Мексики через Национальный институт антропологии и истории подарило 500 книг в дар Escuela Normal Superior в Либревиле для распространения знаний о Мексике в Габоне.
В апреле 2014 года директор по исследованиям, статистической координации и информатике Симолин Онда Мето’о посетил Мексику в рамках Первого совещания высокого уровня глобального альянса за эффективное сотрудничество в целях развития. Кроме того, по случаю заседания Ассамблеи Глобального экологического фонда в мае 2014 года в Канкун прибыл Генеральный директор по окружающей среде и охране природы Габона Луи Леандр Эбобола Цибах.

## Двусторонние соглашения
Между странами подписаны соглашения, такие как: Соглашение о сотрудничестве (1976 год); Соглашение о культурном, научном и техническом сотрудничестве (1976 год) и Торговое соглашение (1976 год).

## Дипломатические представительства
- Интересы Габона в Мексике представлены через посольство в Вашингтоне (США)[5].
- Интересы Мексики в Габоне представлены через посольство в Абудже (Нигерия)[6].